# 552681 Sósvera
552681 Sósvera è un asteroide della fascia principale. Scoperto nel 2012, presenta un'orbita caratterizzata da un semiasse maggiore pari a 3,1404215 au e da un'eccentricità di 0,0992790, inclinata di 10,71891° rispetto all'eclittica.